# Bassus usitatus
Bassus usitatus är en stekelart som beskrevs av Charles Joseph Gahan 1919. Bassus usitatus ingår i släktet Bassus och familjen bracksteklar. Inga underarter finns listade.